# Pitcairnia venezuelana
Pitcairnia venezuelana là một loài thực vật có hoa trong họ Bromeliaceae. Loài này được L.B.Sm. & Steyerm. miêu tả khoa học đầu tiên năm 1968.